# Feliks Windorpski
Feliks Windorpski (ur. 8 listopada 1907 w Bydgoszczy, zm. 21 września 1985 w Traunkirchen, Austria), polski duchowny katolicki, więzień obozów koncentracyjnych, wieloletni proboszcz parafii św. Jakuba w Toruniu.
Był synem Władysława, z zawodu ślusarza, i Władysławy z domu Kaczmarek. Uczęszczał do Gimnazjum Klasycznego w Grudziądzu, maturę zdał w 1929 i podjął dalszą naukę w pelplińskim Seminarium Duchownym. 23 grudnia 1933 święceń kapłańskich udzielił mu biskup Stanisław Wojciech Okoniewski. Do 1938 Windorpski pełnił posługę duszpasterską jako wikariusz w parafiach w Lembargu, Grodzicznie, Wygodzie i Lubiewie. Z początkiem roku 1939 objął administrację parafii Osieczek.
Po wybuchu wojny został aresztowany 25 października 1939; więziony był w Dębowej Łące, a od grudnia tegoż roku w Chełmnie. W marcu 1940 trafił do obozu koncentracyjnego Stutthof. Przeszedł również przez Sachsenhausen (od kwietnia do grudnia 1940) i Dachau (numer obozowy 22550). Wskutek przejść obozowych utracił palec wskazujący prawej dłoni. Wyzwolenia doczekał w Dachau 29 kwietnia 1945 i przez kolejne sześć tygodni wykonywał obowiązki pielęgniarza obozowego szpitala. Potem był duszpasterzem ośrodków polskich w Siegelbach (Badenia) i Heilbronn (Wirtembergia), w tym od września 1946 z nominacji biskupa Józefa Gawliny (ordynariusza Polaków w Niemczech) jako dziekan Polskich Ośrodków na obwód Heilbronn-Karlsruhe.
Pod koniec maja 1947 powrócił do Polski i pracy w parafii Osieczek, by już półtora miesiąca później przejść do parafii Płużnica. 1 czerwca 1955 przeniesiony został na probostwo św. Jakuba w Toruniu. Podjął kilka znaczących prac remontowych w zabytkowym kościele parafialnym – odbudowę sklepienia pod wieżą, oczyszczenie i pobiałkowanie wnętrza, remont dachów, montaż nagłośnienia. 30 czerwca 1983 przeszedł w stan spoczynku.
Obdarzony był tytułem szambelana papieskiego (1951). Pochowany został na cmentarzu parafialnym św. Jakuba w Toruniu.